# NGC 7772
NGC 7772 (другое обозначение — OCL 230) — рассеянное скопление в созвездии Пегас.
Этот объект входит в число перечисленных в оригинальной редакции «Нового общего каталога».